# L'État des lieux
L'État des lieux (titre original en anglais The Lay of the Land) est un roman de l'écrivain américain Richard Ford publié originellement le 24 octobre 2006 aux États-Unis et en français le 28 août 2008 aux éditions de l'Olivier. Il constitue le troisième volume du cycle « Frank Bascombe » auquel s'ajoute un ensemble de quatre romans courts paru en 2014. Le roman est finaliste du National Book Critics Circle Award (comme le précédent opus) en 2006.

## Éditions
- (en) The Lay of the Land, Alfred A. Knopf, 2006  (ISBN 978-0676972481)
- L'État des lieux, éditions de l'Olivier, 2008  (ISBN 978-2879295251)
- (en) The Bascombe Novels, coll. « Everyman's Library », Alfred A. Knopf Publishers, 2009  (ISBN 978-0307269034)